# Антонюк Андрій Данилович
Андрі́й Дани́лович Антоню́к (15 жовтня 1943, Первомайськ — 16 квітня 2013, Миколаїв) — український живописець; член Спілки радянських художників України з 1970 року. Лауреат Державної премії України імені Тараса Шевченка за 1994 рік; народний художник України з 2007 року (детальніше [⇨]). Батько художника Данила Антонюка.

## Біографія
Народився 15 жовтня 1943 року (за паспортом, а за даними метричної книги, і як він сам говорив, 13 жовтня 1941 року) на Богополі, передмісті міста Первомайська Миколаївської області (нині Україна). Юнацькі роки пройшли в Богополі, навчався у середній школі № 17. 1962 року закінчив Одеське художнє училище, де навчався у Олександра Ацманчука, Тамари Єгорової.
Після закінчення училища працював у Мукачеві; у 1965—1971 роках — в Одесі в Художньому фонді; з 1971 року — у Миколаєві, де мешкав у будинку на проспекті Леніна, № 96, квартира № 9. Помер у Миколаєві 16 квітня 2013 року. Похований у Миколаєві на міському цвинтарі.

## Творчість
Працював у галузі станкового живопису у різних техніках (олійні фарби, темпера, акварель). Ранні картини художника відзначаються м'яким, емоційним живописом; пізніше в його полотнах з'являються соціально-психологічні, філософські та в кінці 1980-х — на початку 1990-х язичницькі мотиви, православна тематика поєднується з мотивами дохристиянських вірувань. Серед робіт:
- «Карпатський мотив» (1966);
- «Рідна земля» (1969);
- «Вікно» (1970);
- диптих «Моя земля» (1971);
- «Весна» (1974);
- «Моя Венеція» (1980);
- «На Бузі» (1987);
- «На Голгофу. Екологія» (1987);
- «Хорали Максима Березовського» (1988);
- «Учителю, хто ми?» (1988);
- «Богопільська мадонна» (1989);
- «Свято моєї душі» (1990);
- «Ілларіон» (1991);
- «День мого народження» (1991—1992);
- «Прийдіть і поклоніться» (1992);
- «Підростай наш сину» (1992);
- «Бандурист» (1993);
- «Молодий князь Володимир та його мати рабиня Малуша» (1994);
- «Благословення життя» (1994);
- «Атлантида-Україна» (1997);
- «Митрополит Іларіон»;
- «Журавлі»;
- «Біла брама»;
- «Біля джерела»;
- «Юрій Кондратюк»;
- «Через віки»;
- «На Синюсі»;
- «Вечірня молитва»;
- «Селянський Влас»;
- «Різдво на Богополі»;
- «Цар Колос»;
- «Радість весни»;
- «Наближення Різдва»;
- «Король Лір»;
- «Тривога»;
- «Селянська хата…»;
- «Воздвиження хреста (Олександр Мень)»;
- «Щедра осінь»;
- «Почута молитва»;
- «Святковий день»;
- «Коляда»;
- «Блакитний очіпок»;
- «Ранок на Богополі (тиха молитва)»;
- «Трійця на морі»;
- «Великдень на Лимані»;
- «Феофан Прокопович»;
- «В казематі (Тарас Шевченко)»;
- «Учителю, хто ми?»;
- «Поклоніння землі та водам»;
- «Квітковий Спас»;
- «Мамина весна»;
- «Мамині лампади»;
- «Розмова з Всесвітом»;
- «Сурми глас. Пересторога»;
- «Покрова»;
- «Щедрий жебрак»;
- «Дана»;
- «СвятоТрійці на морі»;
- «Ранок на Лимані»;
- «Ігор Тальков»;
- «Лелека»;
- «Музика Лиману»;
- «Україна-Русь непереможна»;
- «Сліпий музикант»;
- «Маковії»;
- «Франсуа Війон»;
- «Чумаки»;
- «Щедрий жебрак»;
- «Чиста вода»;
- «Щасливе літо»;
- «Благословення (мама)»;
- «Лель»;
- «Спасіння Ангелом (Ной)»;
- «На том берегу»;
- «Космічна фантазія»;
- «До місяця»;
- «Грай, бандуро»;
- «Золоті Колоски 47 року»;
- «Золота Покрова»;
- «Почута молитва»;
- «Бабусине світло»;
- «До царя Колоса»;
- «Пам'ять Мігії»;
- «Трійця»;
- «Пошли йому долю»;
- «Кам'яний міст»;
- «Руде телятко»;
- «Пам'ятаємо»;
- «Ой учора із Вечора…»;
- «Білобог»;
- «Спас»;
- «Свято»;
- «Ангел світла»;
- «Богопольські дзвони»;
- «Та, що запалює зорі»;
- «Пам'яті Валентина Алтанця»;
- «Мамина молитва»;
- «Тиха молитва»;
- «Зоряне молоко»;
- «Чорноморський Тартарен»;
- «Бабусине світло»;
- «Ой, в полі, там плужок оре…»;
- «Різдвяна читанка»;
- «Колядники»;
- «Ідіть до нас кутю їсти…»;
- «Дажбог»;
- «Три тополі»;
- «Благословенна земля»;
- «Біля журавля»;
- «Біля води-Дани»;
- «Бог у всьому»;
- «Великий плуг»;
- «У маминій хаті»;
- «Великдень»;
- «Гайдамаки»;
- «Вознесіння»;
- «Весілля поета»;
- «Гонило»;
- «Пливе човен…»;
- «Пієта»;
- «Моя бабуся»;
- «Золота корона»;
- «Козацьке море»;
- «Зачарований ліс»;
- «Данилко»;
- «Підростай, наш сину!»;
- «Жива вода»;
- «Селянський Христос»;
- «Прошу прощення»;
- «Зоряний хлопчик»;
- «Дві долі»;
- «Чекання»;
- «Освячення на морі»;
- «Діоген»;
- «Благословенні чисті серцем»;
- «Світло на воді».

Брав активну участь в численних республіканських, всесоюзних і зарубіжних виставках. Персональні виставки і окремі роботи художника експонувалися в Угорщині, Чехії, Словаччині, Болгарії, Польщі, Іспанії, КНР, Канаді, США, країнах Латинської Америки, Ізраїлі, Японії, містах — Москві, Шанхаї, Мюнхені, Женеві, Лондоні, Парижі, зокрема:
- 1966 — Республіканська виставка «Карпатські мотиви».
- 1968 — Всесоюзна художня виставка «50 років ВЛКСМ», «Май 1945».
- 1968 — Одеса, персональна виставка.
- 1968—1969 — Одеса — обласна виставка «Хліб-сіль», «Вікно», «Рідна земля».
- 1969 — Республіканська і Всесоюзна виставка акварелі «Сім'я».
- 1969 — Одеса, персональна виставка.
- 1970 — Москва, Всесоюзна виставка.
- 1971 — Київ, виставка молодих художників України.
- 1972 — Херсон, персональна виставка.
- 1972 — Київ — Республіканська виставка акварелі, «Дідусь».
- 1972 — Москва — Всесоюзна виставка акварелі.
- 1973 — Київ — виставка «Квітуча Україна», «В поле».
- 1973—1974 — Одеса, квартирні виставки (персональні). організовані В. Асрієвим.
- 1975 — Київ — виставка акварелі «Каласі», «Пам'ять», «Весна».
- 1975 — м. Мінськ — Всесоюзна виставка акварелі.
- 1975 — Москва, виставка незалежного українського мистецтва («сахарівська виставка»), що набула широкого резонансу завдяки передачам «Голос Америки», «Радіо свободи», «Німецька хвиля».
- 1978 — Москва — Всесоюзна виставка акварелі «Гайдамаки».
- 1980 — Одеса, персональна виставка.
- 1981 — Одеса, персональна виставка.
- 1983 — Первомайськ, виставка «Палітра земляків».
- 1984 — Миколаїв — обласна виставка «40 років визволення Миколаєва від німецько-фашистських загарбників».
- 1985 — Миколаїв — обласна виставка «40 років Перемоги».
- 1986 — Львів, персональна виставка.
- 1987 — Миколаїв — обласний художній музей ім. В. В. Верещагіна. Персональна виставка.
- 1989 — Вознесенськ, виставка.
- 1989 — Київ, персональна виставка.
- 1989 — Пряшів (Словаччина), персональна виставка.
- 1991 — Варшава, виставка.
- 1992 — Миколаїв, «Різдвяна виставка».
- 1993 — Київ, персональна виставка.
- 1993 — Миколаїв, ювілейна виставка до 50-річчя майстра.
- 1994 — Торонто (Канада), персональна виставка.
- 1997 — Львів, персональна виставка до Дня міста.
- 1998 — Миколаїв — м. Одеса, персональна виставка.
- 1999 — Миколаїв. Виставка «Шолом-Алейхем на Богополі».
- 2000 — Одеса, персональна виставка.
- 2001 — Миколаїв, родинна виставка Антонюків.
- 2003 — Київ — Національний музей образотворчого мистецтва. Персональна виставка.
- 2003 — Миколаїв, родинна виставка Антонюків.
- 2005 — Київ — виставка «Свіча роду».
- 2005 — Київ — персональна виставка в галереї «Софія».
- 2005 — Київ. «Свіча роду».
- 2005 — Чикаго (США). Персональна виставка.
- 2006 — Київ — персональна виставка. Національний музей образотворчого мистецтва.
- 2007 — Миколаїв, Одеса — персональна виставка. Міська галерея — «Боже поле».
- 2007 — Миколаїв. «Наша Батьківщина в образотворчому мистецтві ХХ ст.»
- 2008 — Одеса, вернисаж в музеї західного і східного мистецтва.
- 2009 — Миколаїв, родинна виставка Антонюків.
- 2010 — Миколаїв, виставка.
- 2011 — Миколаїв, виставка «Ми — пам'ять», присвячена дружині.
- 2011 — Шанхай (Китай), виставка до 20-річчя незалежності України.
- 2012 — Миколаїв. Виставка Андрія та Данила Антонюків «Сльоза аркасового лева».
- 2012 — Чикаго (США), виставка.
- 2013 — Київ, виставка «Боже поле Андрія Антонюка: до 70-річчя автора».

15 жовтня 2013 року у Миколаївському художньому музеї імені Василя Верещагіна була відкрита посмерта персональна виставка живопису, присвячена 70-річчю Андрія Антонюка. на виставці було представлено близько 100 картин художника, серед який остання, незавершена картина Антонюка, на якій митець зобразив себе зі своєю дружиною.
Твори художника зберігаються у Національному художньому музеї України в Києві, Державній Третьяковській галереї у Москві, Мадридській галереї.

## Відзнаки
- 1986 — Премія «Золотий Тризуб»[3];
- 1989 — Заслужений художник УРСР;
- 1993 — Премія імені Василя Стуса[3];
- 1994 — Державна премія України імені Тараса Шевченка (за серію картин останніх років: «Митрополит Іларіон», «Феофан Прокопович», «В казематі (Тарас Шевченко)», «Учителю, хто ми?», «Поклоніння землі та водам», «Богопільська мадонна», «Розмова з Всесвітом», «Сурми глас. Пересторога»)[7];
- 1996, 1998 — Почесне звання «Городянин року»[2];
- 1997 — Лауреат Міжнародного фестивалю «Український світ»[3];
- 2000 — Срібна медаль Національної Академії мистецтв України[3];
- 2001 — Диплом «Золота фортуна»[3];
- 2002 — Золота медаль Національної Академії мистецтв України[3];
- 2005 — Ювілейна медаль до 60-річчя ООН[3];
- 2006 — Почесне звання «Людина року»[2];
- 2006, 16 вересня — Почесний громадянин міста Первомайська[8].
- 2007 — Народний художник України[9].

## Вшанування
- На честь митця названі вулиці у Миколаєві[10] та Первомайську;
- У Миколаєві створено сквер імені Андря Антонюка на Центральному проспекті, за 100 метрів від будинку де мешкав художник[11].
- Життю й творчості художника присвячена експозиція музею історії Первомайської середньої школи № 17, яку він закінчив[3].
- Згідно рішення Миколаївської міської ради № 991 від 24 листопада 2017 року, на будинку № 96 по Центральному проспекту у Миколаєві, де мешкав художник, 16 квітня 2018 року встановлено меморіальну дошку. В ній використані мотиви творів Андрія Антонюка. Автори — художник Володимир Бахтов та дизайнер Віктор Покосенко[2][5].

### Книги
- Антонюк Андрій Данилович // Митці України : Енциклопедичний довідник. / упоряд. : М. Г. Лабінський, В. С. Мурза ; за ред. А. В. Кудрицького. — Київ : «Українська енциклопедія» імені М. П. Бажана, 1992. — С. 28 . — ISBN 5-88500-042-5.;
- Р. А. Звиняцьківський. Антонюк Андрій Данилович //  Мистецтво України: Енциклопедія в 5 томах. / А. В. Кудрицький, відповідальний редактор. — К.: «Українська енциклопедія» ім. М. П. Бажана, 1995. — Т. 1 : А—В. — С. 70. — ISBN 5-88500-027-1;
- Антонюк Андрій Данилович // Мистецтво України : Біографічний довідник. / упоряд.: А. В. Кудрицький, М. Г. Лабінський ; за ред. А. В. Кудрицького. — Київ : «Українська енциклопедія» імені М. П. Бажана, 1997. — С. 23 . — ISBN 5-88500-071-9.;
- Антонюк Андрій Данилович // Хто є хто в Україні. — Київ : К.І.С., 1997. — С. 19. — ISBN 966-7048-03-9.;
- Шевченківські лауреати. 1962–2001 : енциклопедичний довідник / автор-упор. М. Г. Лабінський ; вступ. слово І. М. Дзюби. — К. : Криниця, 2001. — С. 24. — ISBN 966-7575-29-2.;
- В. В. Малина, О. О. Катюха. Антонюк Андрій Данилович // Енциклопедія сучасної України / ред. кол.: І. М. Дзюба [та ін.] ; НАН України, НТШ. — К. : Інститут енциклопедичних досліджень НАН України, 2001. — Т. 1 : А. — С. 587. — ISBN 966-02-2075-8.;
- ''Кремінь, Т. Золоті лампади українського степу / Т. Кремінь // Лампада над Синюхою: альбом-антологія / А. Антонюк, Д. Кремінь ; літ. ред. Т. Кремінь. — Миколаїв, 2007. — С. 3-7.;
- Шитюк М. М., Горбуров Є. Г., Горбуров К. Є.  — Миколаїв: Видавець П. М. Шамрай, 2012. — 275с. — С. 11—14;
- Антонюк, Андрій Данилович // Велика українська енциклопедія : [у 30 т.] / проф. А. М. Киридон (відп. ред.) та ін. — К. : ДНУ «Енциклопедичне видавництво», 2018—2025. — ISBN 978-617-7238-39-2.

### Бібліографічні покажчики
- Антонюк Андрей Данилович // Человек года. Горожанин года (1996—2009): библиогр. справочник. — 11-е изд., доп. — Николаев, 2009. — С. 15–16.;
- Всесвіт Андрія Антонюка: біобібліогр. покажч. / склад.: М. Тасинкевич, А. Шевченко ; вступ. ст. Т. Креміня ; Миколаїв. обл. універс. наук. б-ка ім. О. Гмирьова ; ред.: Т. Астапенко, Л. Голубенко. — Миколаїв, 2013. — 50 с.

### Статті з періодичних видань
- Кремінь, Д. Життя і житіє Андрія Антонюка / Д. Кремінь // Южанинъ. — 2006. — 11 жовт. — С. 1-2.;
- Тарасенко, А. Ясновидющі очі Андрія Антонюка / А. Тарасенко // Образотворче мистецтво. — 2007. — № 4. — C. 118—121.;
- Андрей Антонюк: «Главное — всегда оставаться человеком» // Вечерний Николаев. — 2007. — 24 февр.;
- Мигеевский метеорит с Богополя // Николаев за неделю. — 2007. — 25 февр.-3 марта (№ 1). — С. 1-3.;
- Креминь, Д. Николаевец Андрей Антонюк стал народным художником Украины / Д. Креминь // Николаевские новости. — 2007. — 28 марта.;
- Наточа, Е. Душа творца перед лампадой / Е. Наточа // Вечерний Николаев. — 2007. — 2 окт.;
- Войтова, Н. Андрій Антонюк: «Головне в житті — це любов, справжня, щира, самовіддана» / Н. Войтова, Д. Войтов // Горожанин. — 2008. — № 8. — C. 12-13.;
- Кремінь, Д. Вічна загадка любові / Д. Кремінь // Рідне Прибужжя. — 2009. — 26 трав.;
- Кремінь, Т. З обійнятих любов'ю літ на Богополі / Т. Кремінь // Українська література в загальноосвітній школі. — 2011. — № 10. — С. 48-49.;
- Тасинкевич-Кирилюк, М. Боже поле Андрія Антонюка / М. Тасинкевич-Кирилюк // Рідне Прибужжя. — 2014. — 17 квіт. — С. 8. ; Южная правда. — 2014. — № 45.

## Відео
- художник Андрей Антонюк на YouTube